# Lougguéré Haoussa
Pour les articles homonymes, voir Lougguéré.
Lougguéré Haoussa est un village du Cameroun situé dans le département du Mayo-Tsanaga et la Région de l'Extrême-Nord.

## Population
Lors du troisième recensement général de la population et de l'habitat du Cameroun, le dénombrement de la population du village comptait 815 habitants donc 410 de sexe masculin et 405  de sexe féminin.